# Piñata

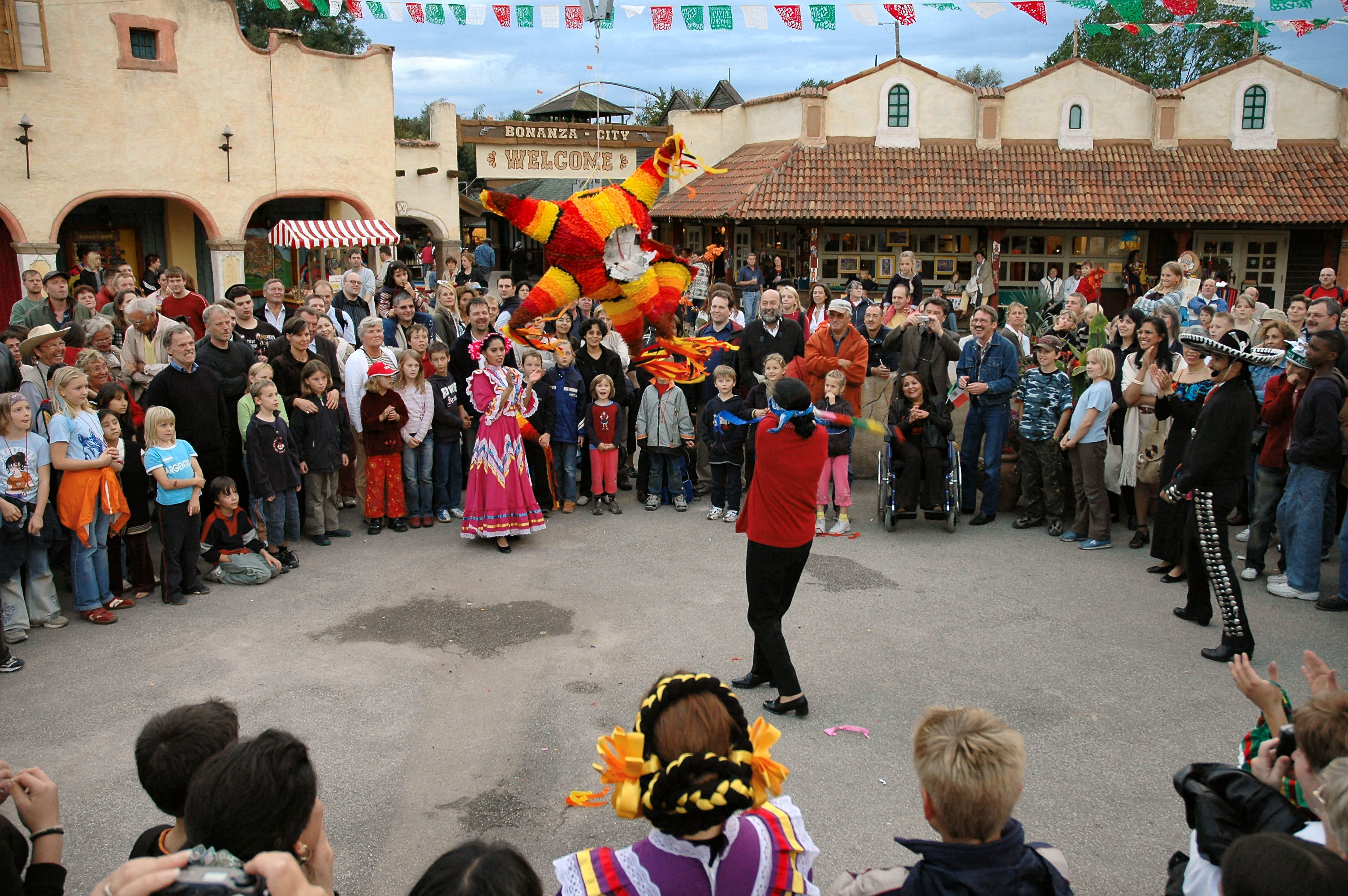
Piñata

En piñata är en färgglad figur som innehåller exempelvis presenter, godis och frukter. Den hängs oftast upp i snöre under ett träd eller tak. Deltagarna tar på sig ögonbindlar och försöker slå sönder piñatan med hjälp av käppar eller slagträn för att på så sätt få ta del av dess innehåll.
En piñata är gjord av material som är lätt att slå sönder, exempelvis halm, papier-maché eller lera. Tidigare hade de ofta formen av djur men det har blivit vanligare att forma piñatan som tecknade figurer, fordon eller företagsmaskotar. Den går att köpa i butiker som säljer festartiklar.
Piñatan används vid firande av bland annat födelsedagar och högtider, inte minst i spansktalande länder i Latinamerika. Den är även ett stående inslag vid Posadas, de traditionella festerna i juletid som hålls till minne av Josef och Marias vandring till Betlehem.
I Mexiko är piñatan traditionsenligt formad som en stjärna med sju spetsar. Detta representerar djävulen och de sju dödssynderna. Genom att slå sönder piñatan får man således djävulen att släppa ifrån sig de goda ting denne tagit.

## Historia
Spanska kolonister anses ha startat traditionen med piñator i Mexiko. Därefter fördes den över till italienarna (pignatta). Enligt legenden var det Marco Polo som efter att ha upptäckt piñatan i Orienten introducerade den för italienarna.